# Ladykracher
Ladykracher ist eine von 2002 bis 2003 und von 2008 bis 2013 von Sat.1 ausgestrahlte Comedyserie, in der Anke Engelke neben einer kurzen Moderation Sketchfilme zeigt. Der Titel spielt auf die gleichnamigen Knallkörper an.
Im Januar 2015 wurde bestätigt, dass die 2013 ausgestrahlte achte Staffel die vorerst letzte der Serie ist.

## Sketche
In allen Ladykracher-Sketchen spielt Anke Engelke mit. Man nennt sie „Die Frau mit 250 Gesichtern“, weil Engelke in den Sketchen in viele unterschiedliche Rollen schlüpft.

## Casting-Bits
In den Casting-Bits erzählen verschiedene stereotype Figuren aus ihrem Leben. Die Figuren tauchen immer wieder auf, anders als bei einfachen „Sketch-Figuren“. Vorgekommen sind in Ladykracher folgende Figuren:
- Flo Schneider, das Mauerblümchen (Staffel 1–5 und 8; in Staffel 1, 3, 6 und 8 noch in anderen Sketchen)
- Ulla Fleischer, das Blondchen (Staffel 1–3, 5–8; in Staffel 3–8 in anderen Sketchen)
- Onka Poffenreuther, die Nymphomanin (Staffel 4–8)
- Urte, die Hardcore-Lesbe (Staffel 4–8)
- Thaifrau Mae Ying (Staffel 8)
- Luxusfrau Estelle (Staffel 8)
- Ladyboy (Staffel 7)
- Ruth, die Öko-Frau (Staffel 1–7; in Staffel 3 noch in anderen Sketchen)
- Ludmilla, die russische Milliardärsgattin (Staffel 4–7)
- der nordkoreanische Diktator Kim Jong-il (Staffel 6)
- Patty, die Streberin (Staffel 4–5)
- Proll-Britta (Staffel 1–2, 5; in Staffel 6 noch in anderen Sketchen)
- Berlin-Britta, die Frau mit Halstuch (Staffel 1–2)
- Bonzen-Johanna (Staffel 1–3)
- Sugar, die Modesüchtige (Staffel 1–2)
- Tourette-Tanja (Staffel 1)
- Die besten Freundinnen Janine und Bea (mit Bettina Lamprecht) (Staffel 2)
- Die Eltern von Torben-Hendrik (mit Christoph Maria Herbst) (Staffel 2–3)
- Carmen, der Junkie (Staffel 3, in Staffel 3–4, 6 noch in anderen Sketchen)

## Besetzung
| Darsteller             | Staffel 1 (2002) | Staffel 2 (2002) | Staffel 3 (2003) | Staffel 4 (2008) | Staffel 5 (2009/10) | Staffel 6 (2011) | Staffel 7 (2012) | Staffel 8 (2013) | Staffel |
| ---------------------- | ---------------- | ---------------- | ---------------- | ---------------- | ------------------- | ---------------- | ---------------- | ---------------- | ------- |
| Anke Engelke           |                  |                  |                  |                  |                     |                  |                  |                  | 1–8     |
| Bettina Lamprecht      |                  |                  |                  |                  |                     |                  |                  |                  | 1–6, 8  |
| Christoph Maria Herbst |                  |                  |                  | Gastauftritt     |                     |                  |                  |                  | 1–3, 4  |
| Kai Lentrodt           |                  |                  |                  |                  |                     |                  |                  |                  | 1, 3–8  |
| Thomas Gimbel          |                  |                  |                  |                  |                     |                  |                  |                  | 1–3     |
| Guido Hammesfahr       |                  |                  |                  |                  |                     |                  |                  |                  | 1–3     |
| Dana Golombek          |                  |                  |                  |                  |                     |                  |                  |                  | 1–3     |
| Katja Liebing          |                  |                  |                  |                  |                     |                  |                  |                  | 1–3     |
| Julia Stinshoff        |                  |                  |                  |                  |                     |                  |                  |                  | 1–2     |
| Peter Nottmeier        |                  |                  |                  |                  |                     |                  |                  |                  | 1       |
| Matthias Matschke      |                  |                  |                  |                  |                     |                  |                  |                  | 2–8     |
| Sandra Borgmann        |                  |                  |                  |                  |                     |                  |                  |                  | 2       |
| Diana Greenwood        |                  |                  |                  |                  |                     |                  |                  |                  | 3       |
| Angela Sandritter      |                  |                  |                  |                  |                     |                  |                  |                  | 3       |
| Daniel Wiemer          |                  |                  |                  |                  |                     |                  |                  |                  | 4–8     |
| Charly Hübner          |                  |                  |                  |                  |                     |                  |                  |                  | 4–8     |
| Holger Stockhaus       |                  |                  |                  |                  |                     |                  |                  |                  | 4–8     |
| Lena Dörrie            |                  |                  |                  |                  |                     |                  |                  |                  | 4–8     |
| Friederike Kempter     |                  |                  |                  |                  |                     |                  |                  |                  | 4–7     |
| Daniela Preuß          |                  |                  |                  |                  |                     |                  |                  |                  | 5       |
| Judith Richter         |                  |                  |                  |                  |                     |                  |                  |                  | 7       |
| Lisa Wagner            |                  |                  |                  |                  |                     |                  |                  |                  | 8       |
| Birthe Wolter          |                  |                  |                  |                  |                     |                  |                  |                  | 8       |

## Hintergrund
- Von Staffel 1 bis 4 gab es zu Beginn und am Ende der Sendung Studioaufnahmen, in denen Anke Engelke das Publikum begrüßte und sich von diesem verabschiedete. In Staffel drei schickte Engelke die Zuschauer zusätzlich in der Mitte der Folge in die Werbung. Seit Staffel 5 entfallen die Studioaufnahmen jedoch.
- Die Figur Proll-Britta aus den Casting-Bits wurde nach zwei Staffeln zunächst aus der Sendung gestrichen. Grund hierfür war, dass Engelke nach dem Drehen der Szenen tagelang heiser war.
- Nachdem die Sendung 2003 vorerst eingestellt worden war, wurde sie durch das Nachfolgeprojekt Ladyland wieder aufgenommen, in dem Anke Engelke erneut verschiedene Frauen verkörpert, welche alle ihre eigene Geschichte erleben.
- Obwohl in der dritten Staffel noch viele Anspielungen auf eine vierte Staffel gemacht wurden, ging diese erst 5 Jahre später in Produktion und wurde dann im Herbst 2008 ausgestrahlt.
- Nachdem Christoph Maria Herbst mit der Serie Stromberg erfolgreich wurde, schied er 2008 aus der Sketchshow aus. Stattdessen fungierte er in Staffel 4 in einer Episode in mehreren Sketchen als Gastauftritt.
- Oliver Welke, Olli Dittrich und Bastian Pastewka hatten zudem in je einem Sketch der dritten Staffel einen Gastauftritt. Lena Meyer-Landrut hatte in der dritten und fünften Folge der sechsten Staffel jeweils einen Gastauftritt.

## Auszeichnungen

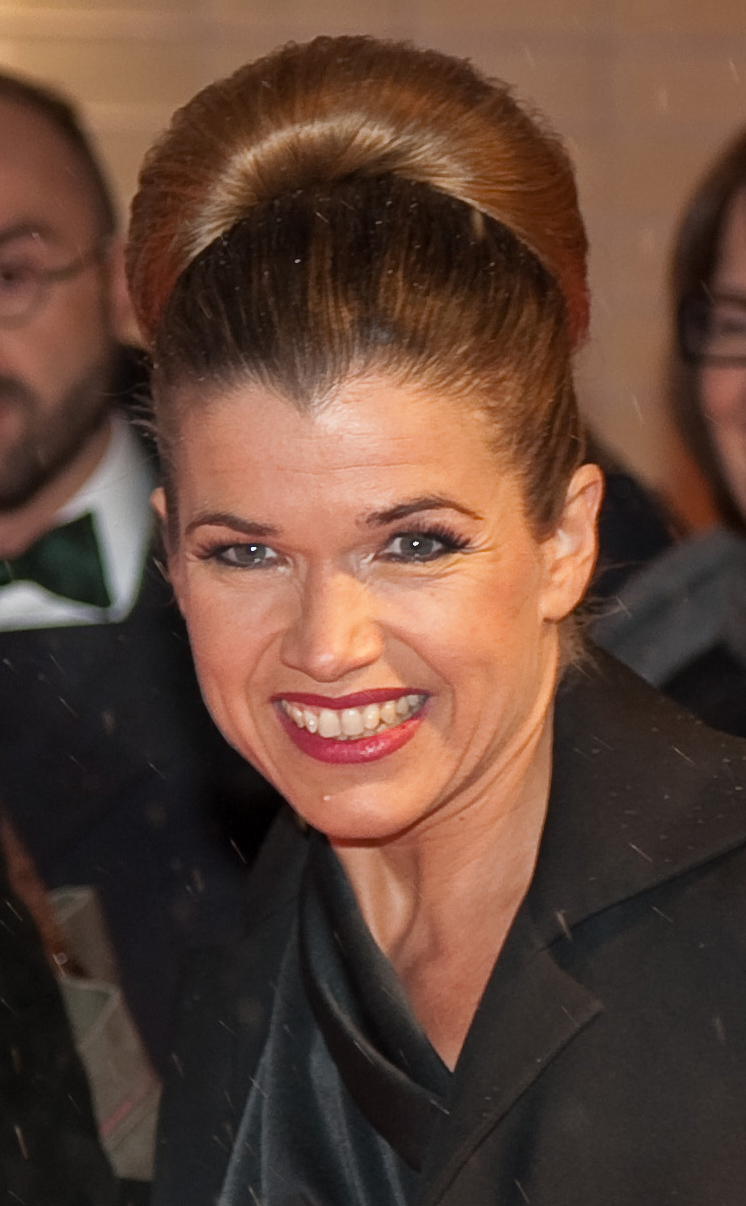
Anke Engelke (2010)

Die Sendung erhielt mehrere Auszeichnungen:
- 2002:
  - Deutscher Fernsehpreis in der Kategorie Beste Comedysendung
  - Deutscher Comedypreis
    - Beste Comedy-Show
    - Beste Komikerin an Anke Engelke
    - Beste Nebenrolle an Christoph Maria Herbst
- 2003:
  - Deutscher Comedypreis in der Kategorie Beste Sketch-Show
  - Nominierung für den Emmy[3]
- 2004:
  - Goldene Rose in der Kategorie Comedy-Darstellerin an Anke Engelke
- 2005:
  - Goldene Rose in der Kategorie FRAPA Scripted Format Award
- 2009:
  - Deutscher Comedypreis in der Kategorie Beste Sketchcomedy
- 2010:
  - Deutscher Comedypreis in der Kategorie Beste Sketchcomedy
- 2011:
  - Deutscher Fernsehpreis in der Kategorie Beste Comedysendung
  - Deutscher Comedypreis in der Kategorie Beste Sketchcomedy
- 2013
  - Deutscher Comedypreis in der Kategorie Beste Sketchcomedy

## Einschaltquoten
Die vierte Staffel schauten 1,80 Mio. Zuschauer. Die fünfte Staffel 1,94 Mio. und die sechste Staffel sank auf 1,48 Mio. Zuschauer ab. In der siebten Staffel stieg die Gesamtzuschauerzahl auf 1,62 Mio. bzw. in der achten Staffel auf 1,70 Mio. In der Zielgruppe der 14- bis 49-Jährigen gab es immer zweistellige Marktanteile.

## DVDs
| Titel                                      | Veröffentlichung | Disczahl | Bonusmaterial |
| ------------------------------------------ | ---------------- | -------- | --- |
| Ladykracher Vol. 1                         | 5. Okt. 2002     | 2 DVDs   | Outtakes, Unveröffentlichte Sketche (wahlweise mit Kommentar von Anke Engelke), zu allen 13 Folgen Audiokommentar (u. a. von Bastian Pastewka, Hella von Sinnen und Axel Stein), Making of Ladykracher, Drei Songs – gesungen von Anke Engelke mit der Franck-Band, Kommentare über die Darsteller von der Crew, Die Lieblingssketche der Crew |
| Ladykracher Vol. 2                         | 25. Aug. 2003    | 2 DVDs   | Outtakes, Unveröffentlichte Sketche (wahlweise mit Kommentar von Anke Engelke), zu allen 13 Folgen Audiokommentar (u. a. von Hugo Egon Balder und Axel Stein), Making-of Ladykracher II, Proben zur Show aus dem Kölner Wohnzimmertheater |
| Ladykracher Vol. 3                         | 21. Juni 2004    | 2 DVDs   | Outtakes, Unveröffentlichte Sketche (wahlweise mit Kommentar von Anke Engelke), Making-ofs zu diversen Sketchen, Der schlechteste Sketch der Welt, Live Sketche |
| Ladykracher Vol. 4                         | 23. Jan. 2009    | 2 DVDs   | Outtakes, Making-ofs und Backstage-Material, Nicht gesendete Sketche, Live-Sketche, Lieblings-Sketche des Ensembles |
| Ladykracher Vol. 5                         | 26. Feb. 2010    | 2 DVDs   | Nicht gesendete Sketche (Pizzeria Toni – Reprise, Kuschelkatze, Schutzgeld, Märchenstunde, Die Drei Selbstmörder, Zur Wiedervorlage, Open Stage Traudl, Autotest 3D-Brille, Open Stage Return of Traudl), Nicht gesendete Casting-Bits, Outtakes-Medley, Rabea erklärt das Peace-Zeichen, Making of Musical, Abspann Dance Strecke |
| Ladykracher – Collectors Box (Staffel 1-5) | 26. Feb. 2010    | 10 DVDs  | siehe jeweilige Staffel |
| Ladykracher Vol. 6                         | 18. März 2011    | 2 DVDs   | Outtakes, Nicht gesendete Sketche (Kerzenständer geölt, Stimmentalent (Anke in Verkleidung als Marge Simpson), Grillfest, Wo ist Papa?, Teilchenbeschleuniger, Überraschung vortäuschen, Laternenpfahl, Café selbstständig, Kleinigkeit, Guter Kauf, Nicht richtig zugehört, diverse Radio-Bits), Nicht gesendete Casting-Bits, Ankes Verwandlung in Onka, Ankes Verwandlung in Ludmilla, Ankes Verwandlung in Kim Jong Il, Anke und Charly spielen nicht gedrehten Sketch "Ulla Fahndung" in der Mittagspause, MySpass zu Besuch bei Ladykracher, Abspann Dance Medley, Fotogalerie, Folge "Die Laudatio" aus der 5. Staffel von "Pastewka" |
| Ladykracher Vol. 7                         | 4. Mai 2012      | 2 DVDs   | |
| Ladykracher Vol. 8                         | 19. Apr. 2013    | 2 DVDs   | |
| Ladykracher – Die Super-Box (Staffel 1-8)  | 18. März 2016    | 16 DVDs  | siehe jeweilige Staffel |